# 김성한 (소설가)
김성한(金聲翰, 1919년 1월 17일~2010년 9월 6일)은 대한민국의 소설가이다. 본관은 김해(金海)이고 호(號)는 하남(霞南)이다.
그는 일본 도쿄 대학교 영문과를 나온 뒤 영국 맨체스터 대학교 대학원에서 석사 학위를 받았다. 해방 후 서울문리사범대학·한국외국어대학교 강사를 역임했고, 월간〈사상계〉주간을 거쳐 동아일보 편집국장, 논설주간을 지냈다. 예술원 회원으로도 활동했다.

## 학력
- 함경남도 함흥 함남고등보통학교 수료
- 일본 야마구치 중학교 졸업
- 일본 교토 제국대학교 법학과 중퇴
- 일본 도쿄 제국대학교 영어영문학과 학사
- 국민대학교 대학원 경제학과 경제학 석사
- 영국 맨체스터 대학교 대학원 사학과 인문과학 석사

## 문학 세계
1943년 수필가 첫 등단을 한 그는 7년 후 1950년 서울신문에 단편 〈무명로〉가 당선되어 문단에 등장한 후 손창섭과 장용학 등과 함께 1950년대 문단을 주도했다. 영국 역사, 그리스 신화 등 동서고금의 사회상을 무대로 삼아 종래의 서정적, 토속적인 소재공간을 벗어났으며 특유의 지적이고 간단명료한 소설 기법을 선보여 한국 소설의 체질적 현대화에 기여했다. 1960년대 이후 한국 역사의 소설화에 몰입하여 삼국시대에서 현대에 이르는 인물과 사건을 소재로 한 작품을 연이어 발표했다. 철저한 역사적 고증 작업을 거친 간결한 문체의 작품들은 한국 역사 소설의 새로운 지평을 연 것으로 평가받는다.

### 작품
단편집 《암야행(暗夜行)》(1951), 〈오분간(五分間)〉, 장편 《이성계》 3부작이 있다.

#### 〈오분간(五分間)〉
1955년 〈사상계〉에 발표되었다. 신(神)과 프로메테우스와의 대립을 통하여 현대인과 신의 문제를 상징화시킨 작품으로, 프로메테우스가 2천년 만에 코카서스에서 스스로 신으로부터 자유를 전취(戰取)하는 장면에서 시작하여, 신과의 회담에서 신에 대항하여 신의 자리를 차지해 보려는 그의 거만을 그린 후, 결국 신은 신대로 프로메테우스는 프로메테우스대로 아무런 해결도 보지 못한 채 헤어진다는 장면으로 끝맺고 있다. 작자는 이 5분간에 일어났던 인간세계의 무질서와 혼란을 통해 현대인의 신앙 상실과 그 거부로부터 온 혼돈과 혼란을 그리고 있으며, 그 비극을 구할 자는 신도 인간도 아닌 제3의 존재라고 하면서 그의 출현을 기대하고 있다.

### 작품 목록

#### 소설
- 《무명로(無明路)》(서울신문, 1950년 1월)
- 《김가성론(金可成論)》(학풍, 1950년 3월)
- 《자유인(自由人)》(문학, 1950년 4월)
- 《암야행(暗夜行)》(신천지, 1954년 1월)
- 《속(續) 암야행(暗夜行)》(신천지, 1954년 9월)
- 《골짜구니의 정적(靜寂)》(신태양, 1954년 11월)
- 《선인장의 항의》(문화세계, 1954년)
- 《제우스의 자살(自殺)》(사상계, 1955년 1월)
- 《봄》(현대문학, 1955년 5월)
- 《5분간》(사상계, 1955년 6월)
- 《개마고지(蓋馬高地)의 전설(傳說)》(문학예술, 1955년 10월)
- 《극한(極限)》(문학예술, 1956년 5월)
- 《바비도》(사상계, 1956년 5월)
- 《방황(彷徨)》(새벽, 1957년 4월)
- 《귀환(歸還)》(신태양, 1957년 6월)
- 《폭소(爆笑)》(문학예술, 1957년 9월)
- 《학살(虐殺)》(자유문학, 1958년 2월)
- 《광화문(光化門)》(사상계, 1961년 11월)
- 《요하(遼下)》(동아일보, 1968년 6월 29일 ~ 1969년 7월 31일)
- 《왕건》(동아일보, 1982년)
- 《임진왜란》(동아일보, 1983년)
- 《인물(人物)》(2000년, 1984년)

#### 소설집
- 《암야행(暗夜行)》(양문사, 1954년)
- 《오분간(五分間)》(을유문화사, 1957년)
- 《이성계(李成桂)》(지문각, 1966년)
- 《이마》(동아일보사, 1979년)
- 《이성계(李成桂)》(교문사, 1979년)
- 《요하(遼下)》(홍성사, 1980년)
- 《개구리》(홍성사, 1981년)
- 《왕건(王建) 1부, 2부, 3부》(동아일보사, 1981년)
- 《바비도》(홍익사, 1982년)
- 《왕건(王建) 4부, 5부》(동아일보사, 1983년 ~ 1984년)
- 《바비도》(동서문화사, 1984년)
- 《임진왜란》(어문각, 1985년)
- 《삼국지》(홍성사, 1986년)
- 《인물》(어문각, 1986년)

## 수상
- 1956년 〈바비도〉로 제1회 동인문학상
- 1958년 〈오분간〉으로 제5회 아세아 자유문학상
- 1978년 대한민국 문화예술상 수상
- 1987년 보관문화훈장 수훈
- 1989년 인촌문화상
- 1995년 대한민국 예술원상 수상

## 이외 경력
- 서울문리사범대학 강사
- 한국외국어대학교 강사
- 서라벌예술대학교 초빙교수
- 신민당 당무위원(1978년 6월 ~ 1979년 1월)
- 통일민주당 당무위원(1987년 6월 ~ 1989년 3월)